# فايزة محمد
فايزة جاما محمد (ولدت في الصومال في 12 نوفمبر 1958) هي واحدةٌ من أهم الناشطات في الحركات النسائية الصومالية في التسعينيات حيث شاركت في تاسيس العديد من المنظمات النسائية في الصومال قادت فايزة جامع محمد الجهود المبذولة لفتح أول مكتب إقليمي للمساواة الآن في نيروبي بكينيا عام 2000. ولديها أكثر من 20 عامًا من الخبرة في العمل مع المنظمات الدولية وكانت عضوًا نشطًا في الحركة النسائية في الصومال لسنوات عديدة قبل الانضمام إلى منظمة المساواة الآن. لعبت فايزة دورًا مهمًا في بناء العديد من المنظمات النسائية مع التركيز على تعزيز السلام والمساواة بين الجنسين والدفاع عن حقوق المرأة... تعمل فايزة في العديد من اللجان والمجالس التي تتعامل مع قضايا حقوق المرأة وتدعم عن كثب عمل مفوضية الاتحاد الأفريقي. تحمل فايزة شهادة ماجستير من جامعة ولاية كاليفورنيا في فريسنو، ودبلوم في حقوق الإنسان من معهد الدراسات الاجتماعية في لاهاي بهولندا.
أما الظلم ضد النساء والفتيات فهو يلهم فايزة للدفاع عن حقوقهن. إنها تعتقد أن القانون أمر بالغ الأهمية لردع الجرائم ضد المرأة بإظهار الناس عواقب الجرائم، يمكن أن يكون القانون بمثابة أداة فعالة للوقاية. فايزة هي مستوحاة من والديها، الذين لعبوا دورًا كبيرًا في تشكيل من هي اليوم، وأبناء أخيها، الذين تريدهم عالماً أفضل. شعارها: «كن دائماً متفائلاً! العوائق أو التحديات مؤقتة ويمكن التغلب عليها بعزم وجهد مستمر!» تتمتع فايزة خارج المكتب بالقراءة والرياضة وقضاء الوقت مع العائلة والأصدقاء.
وقد أشير بأن بعد مرور خمس سنوات على سريان مفعول بروتوكول حقوق المرأة في أفريقيا، تستمر الحملة لضمان تنفيذه وإنفاذه في جميع أنحاء القارة. تنظر فايزة جامع محمد إلى إستراتيجية SOAWR للدعوة المستقبلية، في ضوء الخبرة المكتسبة

## الجوائز
في عام 1998، حصلت على جائزة الأبطال المائة تقديرًا لنشاطها الداعم لحقوق الإنسان للمرأة الصومالية
في عام 2008، حصلت على جائزة إفريقيا لمشروع الجوع للقيادة من أجل نهاية مستدامة للجوع

## اقتباسات من خطاباتها
«لا ينبغي أن يركز المجتمع الدولي على إنهاء جميع أشكال العنف والتمييز ضد النساء والفتيات في كينيا فحسب، بل على التركيز على جعل البلد مجتمعًا أكثر عدلاً للجميع»
«بينما أتأمل مرةً أخرى في نشاطي الذي استمر 35 عامًا في مكافحة الظلم ضد النساء والفتيات، فإن مشاعري تتضارب. من ناحية، لدي شعور بالرضا ينشأ عن كل ما ساهمت به والمكاسب التي تم ربحها على طول الطريق. لكن من ناحية أخرى، أعرف أن المساواة بين الجنسين لا تزال حلما وليست حقيقة، وكل ما فعلته هو مجرد قطرة في المحيط»